# Amstel Gold Race 2018
L'Amstel Gold Race 2018, cinquantatreesima edizione della corsa e valevole come sedicesima prova dell'UCI World Tour 2018 categoria 1.UWT, si svolse il 15 aprile 2018 su un percorso di 260 km, con partenza da Maastricht e arrivo a Valkenburg aan de Geul, nei Paesi Bassi. La vittoria fu appannaggio del danese Michael Valgren Andersen, il quale completò il percorso in 6h40'07", alla media di 39,44 km/h, precedendo il ceco Roman Kreuziger e l'italiano Enrico Gasparotto.
Sul traguardo di Valkenburg aan de Geul 96 ciclisti, su 175 partiti da Maastricht, portarono a termine la competizione.

## Squadre e corridori partecipanti
| N.      | Cod. | Squadra              |
| ------- | ---- | -------------------- |
| 1-7     | QST  | Quick-Step Floors    |
| 11-17   | MTS  | Mitchelton-Scott     |
| 21-27   | SKY  | Team Sky             |
| 31-37   | MOV  | Movistar Team        |
| 41-47   | SUN  | Team Sunweb          |
| 51-57   | LTS  | Lotto Soudal         |
| 61-67   | BMC  | BMC Racing Team      |
| 71-77   | TLJ  | Team Lotto NL-Jumbo  |
| 81-87   | BOH  | Bora-Hansgrohe       |
| 91-97   | TFS  | Trek-Segafredo       |
| 101-107 | AST  | Astana Pro Team      |
| 111-117 | TKA  | Team Katusha Alpecin |
| 121-127 | ALM  | AG2R La Mondiale     |

| N.      | Cod. | Squadra                         |
| ------- | ---- | ------------------------------- |
| 131-137 | GFC  | Groupama-FDJ                    |
| 141-147 | UAD  | UAE Team Emirates               |
| 151-157 | EFD  | Team EF Education First-Drapac  |
| 161-167 | DDD  | Team Dimension Data             |
| 171-177 | TBM  | Bahrain-Merida                  |
| 181-187 | RNL  | Roompot-Nederlandse Loterij     |
| 191-197 | ICA  | Israel Cycling Academy          |
| 201-207 | ABS  | Aqua Blue Sport                 |
| 211-217 | SVB  | Sport Vlaanderen-Baloise        |
| 221-227 | WGG  | Wanty-Groupe Gobert             |
| 231-237 | VCC  | Vital Concept Cycling Club      |
| 241-247 | NIP  | Nippo-Vini Fantini-Europa Ovini |

## Ordine d'arrivo (Top 10)
| Pos. | Corridore          | Squadra     | Tempo    |
| ---- | ------------------ | ----------- | -------- |
| 1    | Michael Valgren    | Astana      | 6h40'07" |
| 2    | Roman Kreuziger    | Mitchelton  | s.t.     |
| 3    | Enrico Gasparotto  | Bahrain     | a 2"     |
| 4    | Peter Sagan        | Bora        | a 19"    |
| 5    | Alejandro Valverde | Movistar    | s.t.     |
| 6    | Tim Wellens        | Lotto       | s.t.     |
| 7    | Julian Alaphilippe | Quick-Step  | s.t.     |
| 8    | Jakob Fuglsang     | Astana      | a 23"    |
| 9    | Lawson Craddock    | Educ. First | a 30"    |
| 10   | Jelle Vanendert    | Lotto       | a 36"    |